# アウディ・Q5
Q5（キューファイブ）は、ドイツの自動車メーカー、アウディが製造・販売するDセグメントの高級SUVである。

## 初代（8R 2008年 - 2017年）
Q7に継ぐ、2番目のSUVとして開発された。ドイツのインゴルシュタットで生産される。駆動方式は「quattro」（フルタイム四輪駆動）のみである。
同社のA4（B8）同様、フォルクスワーゲングループ・MLBプラットフォームを用いている。このプラットフォームは縦置きフロントエンジン・前輪駆動（FF）用を基盤としながら、可能な限りフロントオーバーハングの寸法と、フロントへの荷重の偏りを抑えた設計であり、悪路を走る上で重要となるアプローチアングルの確保にも寄与している。さらに、最低地上高やESPの制御も、Q7に比べてよりオフロードに適したものとなっている。
「洗練されたスポーティデザイン」をデザインキーワードに、ボディ下部はロー&ワイドなプロポーション、大径ホイールの装着により、SUVならではの力強いデザインを実現した。一方、ボディ上部はクーペのような流れるルーフラインとサイドウィンドーのデザインを採用し、アウディらしいエレガントさを表現した。フロントはシングルフレームグリルとLEDポジショニングランプ内蔵ヘッドライトを、リアはリアゲート一体式のフルLEDテールランプを採用し、アウディファミリーのアイデンティティを継承している。
ナビゲーション、オーディオ、車両機能セッティング等が集中操作できるMMI（マルチメディアインターフェイス）には、地上デジタル放送対応フルセグチューナーが内蔵される。さらに、iPod等の携帯オーディオプレーヤーとの接続を可能にするアウディミュージック インターフェース（AMI）も装備する。デンマーク・バング＆オルフセンのカーオーディオは、オプションで用意される。
トランク容量は、通常時で540 Lを確保する。シートスライド（前後100mm）と、ラゲッジルームからリアシートを倒すことができるリモートバックレストリリース機構を装備する。40:20:40の分割可倒式リアシートは、リクライニング機能を備える。
パワートレインは、新世代の3.2L V型6気筒直噴ガソリンエンジンと、2.0L 直列4気筒直噴ガソリンターボエンジンを搭載する。いずれも可変バルブタイミング機構「AVS（アウディバルブリフトシステム）」を採用し、低回転域から発生する強大なトルクで力強い走りを実現しながら、燃料消費量とCO2排出量を低減し、両モデルともに、2010年度燃費基準をクリアしている。「3.2 FSI クワトロ」の0-100km/h加速は、6.9秒である。なお、最高出力は3.2Lが上回るものの、最大トルクは最新世代の2.0Lが上回る。欧州向けにはディーゼルエンジン仕様も設定される。トランスミッションは、7速DCT（Sトロニック）を組み合わせる。トルクを路面に確実に伝え、路面状況を問わず高い操縦安定性を提供する、クワトロ（フルタイム4WD）システムは最新世代で、駆動力配分は前輪40:後輪60となる。
急な下り坂で走行速度を維持するヒルディセントコントロール、滑りやすい路面でのアクティブセーフティ性能を高めるESPオフロードモードや、ルーフ上の積載物をセンサーで感知し、車両制御を最適化するルーフ感知機能付ESPなど、SUVとしての走行性能と安全性能を高める先進技術を装備する。また、ドライバーの好みに合わせてステアリング、エンジン出力、サスペンションのモードを選択できる先進技術「アウディドライブセレクト」も用意する。
Qシリーズ初の高性能モデル「SQ5」も設定される。クランクシャフトの回転を利用して吸入気を圧縮する、スーパーチャージャーによって過給される3.0L V型6気筒直噴ガソリンエンジンを搭載し、8速ATを組み合わせる。エクステリアは専用デザインのシングルフレームグリル、プラチナグレーのダブルクロームバー、30mmローダウンされたスポーツサスペンション、アルミニウム調のドアミラー、20インチホイール、 リアディフューザー、リアスポイラーなどを備える。インテリアはアルカンターラとレザーのスポーツシート、メーターパネルやステアリングホイールに配されたSQ5のバッジ、マットブラッシュトアルミニウムのデコラティブパネルなどを装備し、通常モデルとの差別化が図られている。
2010年次 RJCカー・オブ・ザ・イヤー＝IMPORTのほかに、堅牢かつ軽量なボディ構造が、世界中のボディ設計者に評価され、「Euro Car Body Award（ユーロカー ボディ アワード）」を受賞した。
また、当代のシャシー（ドライブトレイン・サスペンション）と2.0L 直列4気筒ガソリン直噴ターボ「2.0 TFSI」は、2014年に登場したポルシェ・マカン（初代）にも流用される。

### 日本での販売
2009年5月21日、Q5が発表された。グレードは、2.0L 直4ガソリンエンジンを搭載する「2.0 TFSI クワトロ」と、3.2L V6ガソリンエンジンを搭載する「3.2 FSI クワトロ」の2種類がラインアップされる。右ハンドル、7速DCTのみの設定となる。パドルシフト、アドバンストキーシステム、バイキセノンヘッドライト、サイドビューカメラなどを標準装備とした。
2010年7月21日、仕様変更。「2.0 TFSI クワトロ」にクルーズコントロールが、「3.2 FSI クワトロ」にオートマチックテールゲートシステムが標準装備となった。さらにオプションとして、専用フロント/リヤバンパーやフロントグリル、フェンダーアーチ＆フロント/リヤアンダープロテクション、5アームオフロードデザインアルミホイールをセットにした「オフロードスタイリングパッケージ」が新設定された。また、外装色に新色のティークブラウンメタリックが加わった。
2012年11月21日、マイナーチェンジを実施。内外装のデザインとパワートレインが刷新された。ヘッドライトに配されるLEDポジショニングランプはシームレスとなったほか、上部コーナーの角が落とされたシングルフレームグリルは六角形となり、縦方向のクロームバーが与えられた。さらに、フロントバンパー、エアインレット、フロントフォグライトなどもデザインを一新した。ステアリングホイールは形状が見直され、3本スポークの新デザインとなった。数多くのコントロールスイッチ類は、細いクロームリングを備え、センターコンソールのパネルは、ピアノブラック仕上げとなる。グレードは、新開発の2.0L 直4ガソリンエンジンを搭載する「2.0 TFSI クワトロ」と、スーパーチャージャー付き3.0L V6ガソリンエンジンを搭載する「3.0 TFSI クワトロ」の2種類がラインアップされる。トランスミッションは、7速DCTから8速AT（ティプトロニック）に改められた。右ハンドルのみの設定となる。
2013年2月1日、ハイブリッドモデルが追加投入された。電気モーターを縦置きエンジンの直後に配置する、パラレルハイブリッド方式を採用する。パワートレインは「2.0 TFSI クワトロ」に搭載されるエンジンを若干デチューンした「2.0 TFSI」エンジンに、8速ATを組み合わせる。1.3kWhの電力を蓄電し、39kWの電力を供給する、薄型のリチウムイオンバッテリーは荷室下に積載され、負荷の状況によって2種類の冷却方法を使い分ける。EVモードでの最高速度は100km/h、60km/hの定速による航続距離は最大3kmである。エネルギー回収およびブースティング機能も備える。左ハンドルのみの設定となる。
同年10月8日、SQ5が発表された。スーパーチャージャー付き3.0L V6ガソリンエンジンに、8速ATを組み合わせる。右ハンドルのみの設定となる。
2014年5月15日、Q5に特別仕様車「Audi×SAMURAI BLUE 11 Limited Edition」を発表した。サッカー日本代表応援モデルとして、ユニフォーム色「サムライブルー」をイメージする限定車で、当モデルのほか10モデルで設定される。

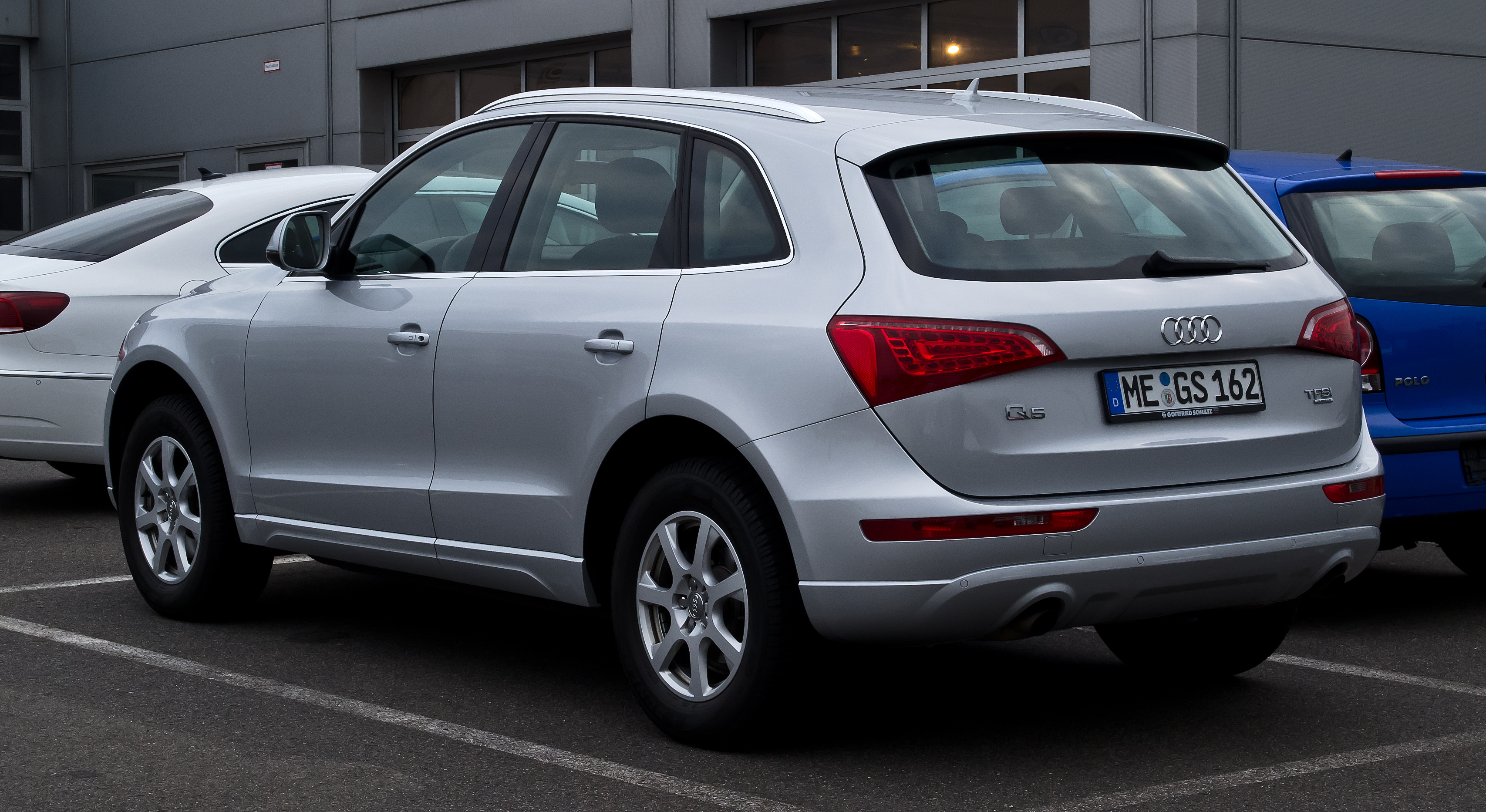
Q5（前期型）
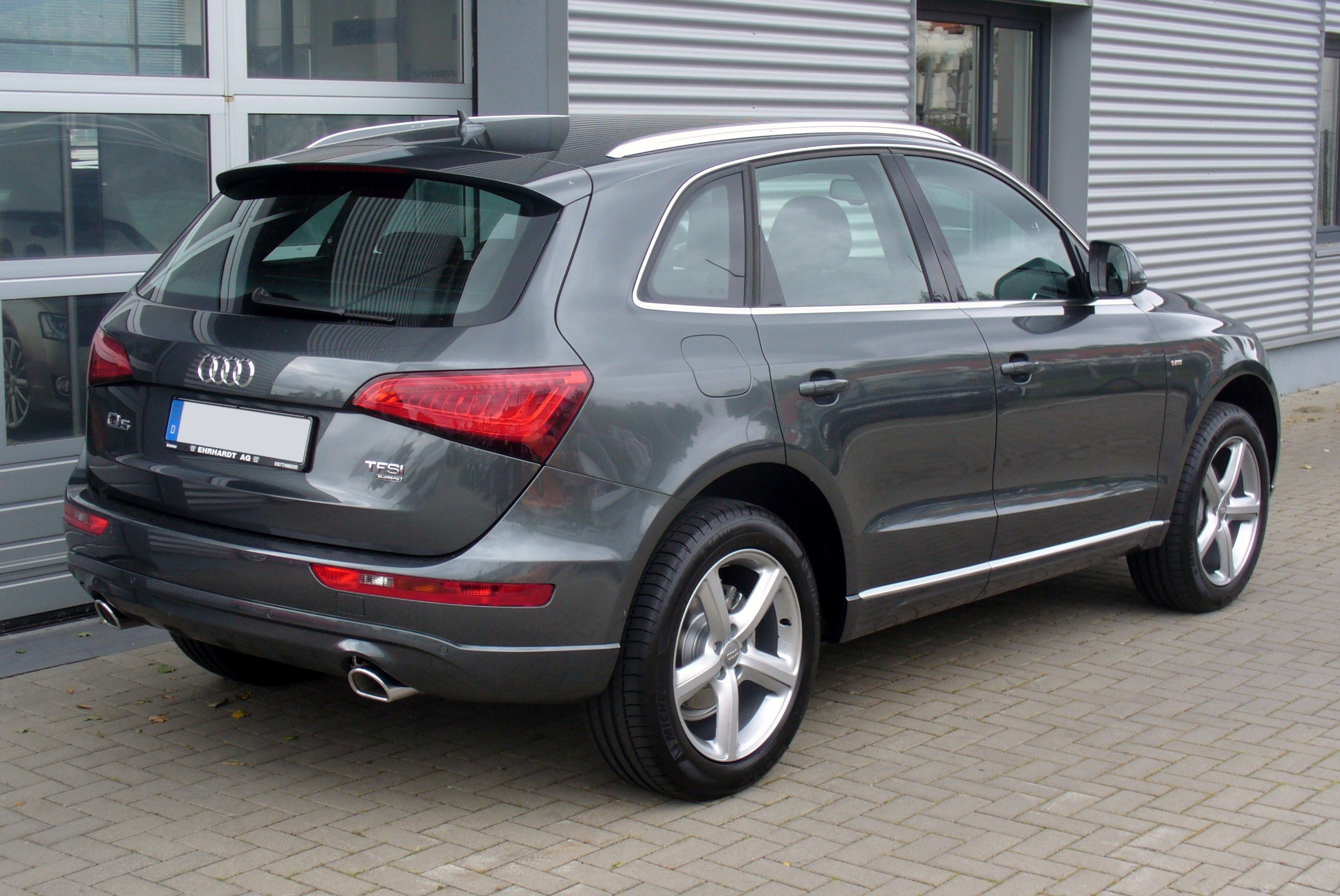
Q5（後期型）
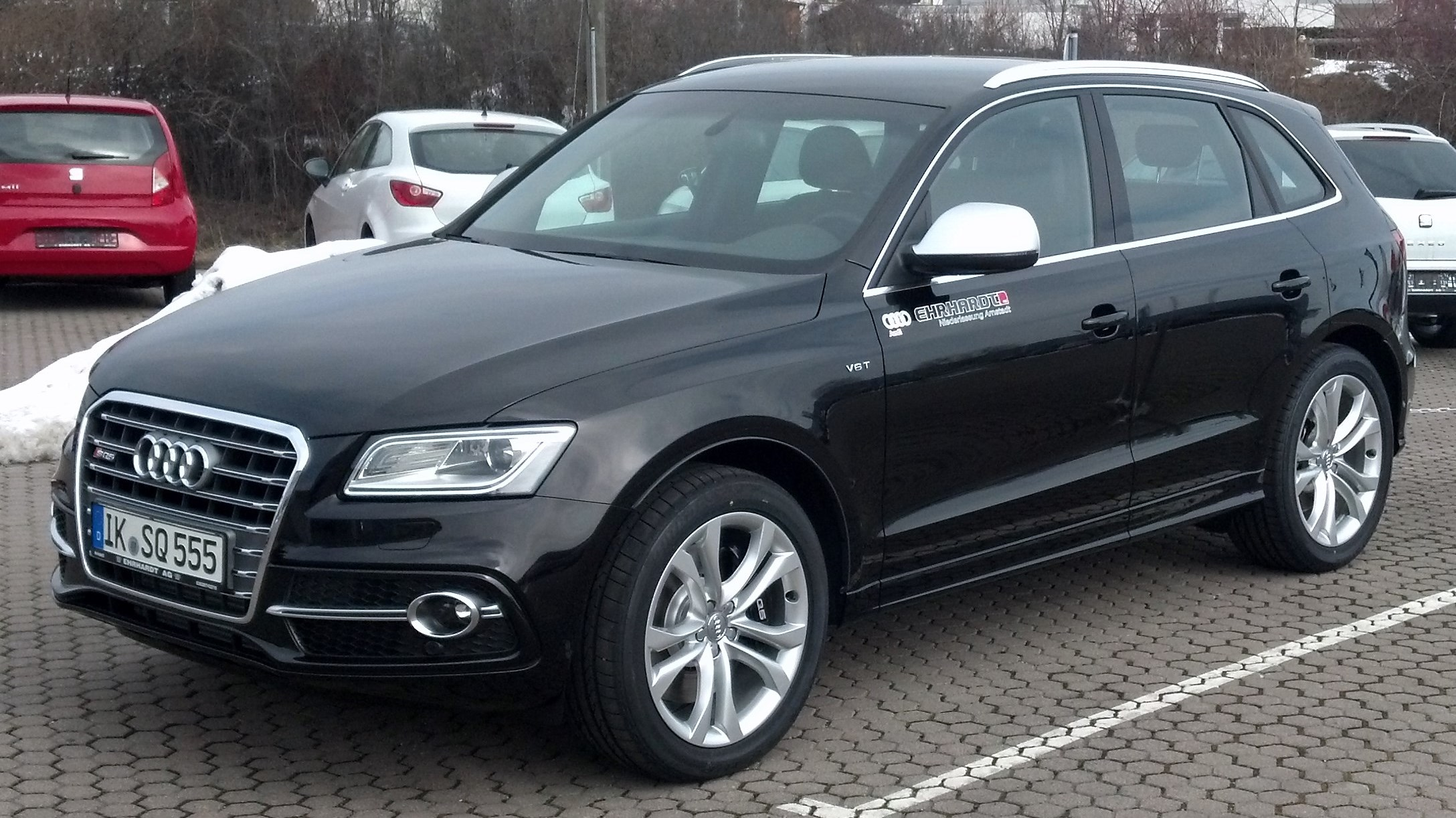
SQ5
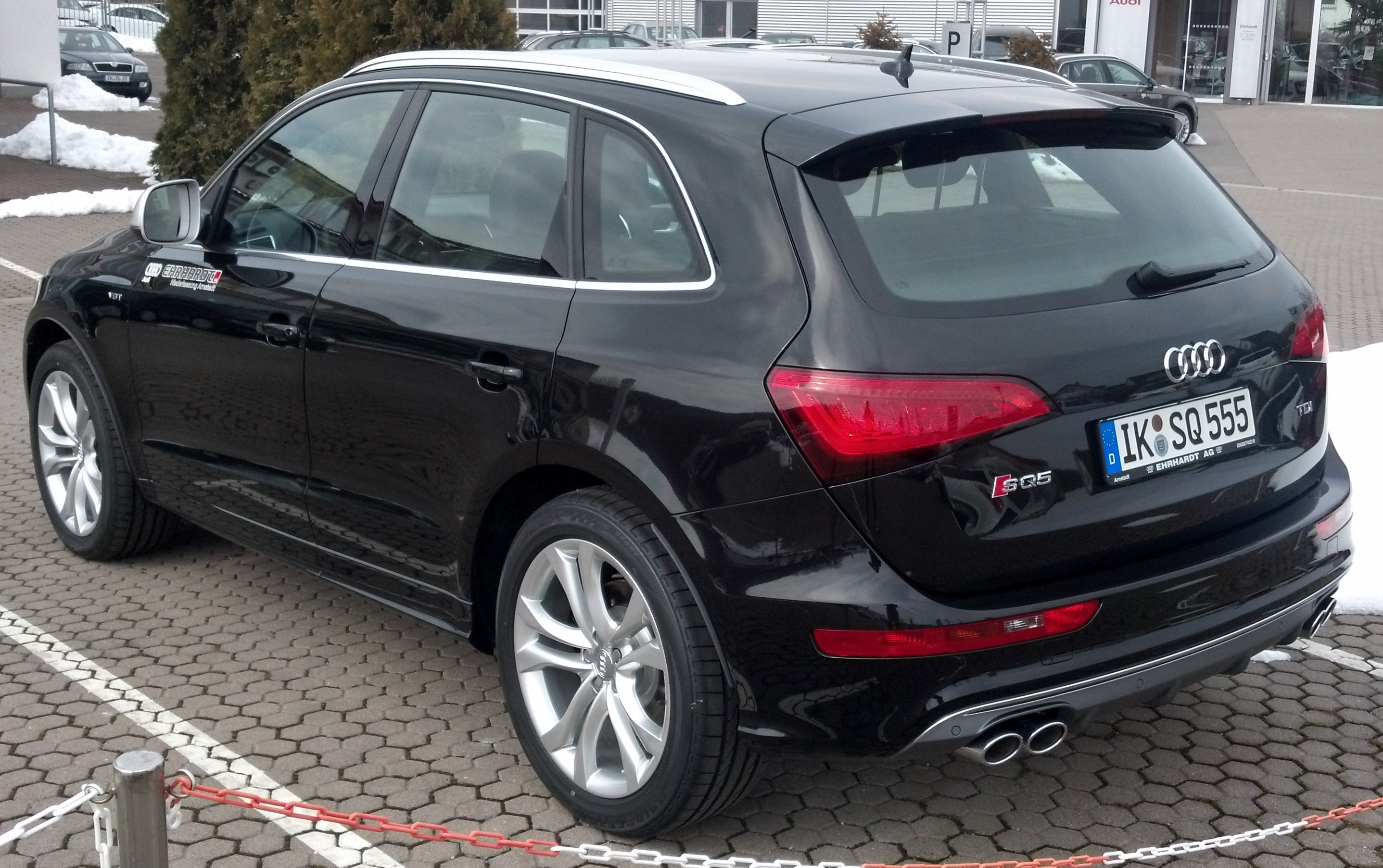
SQ5
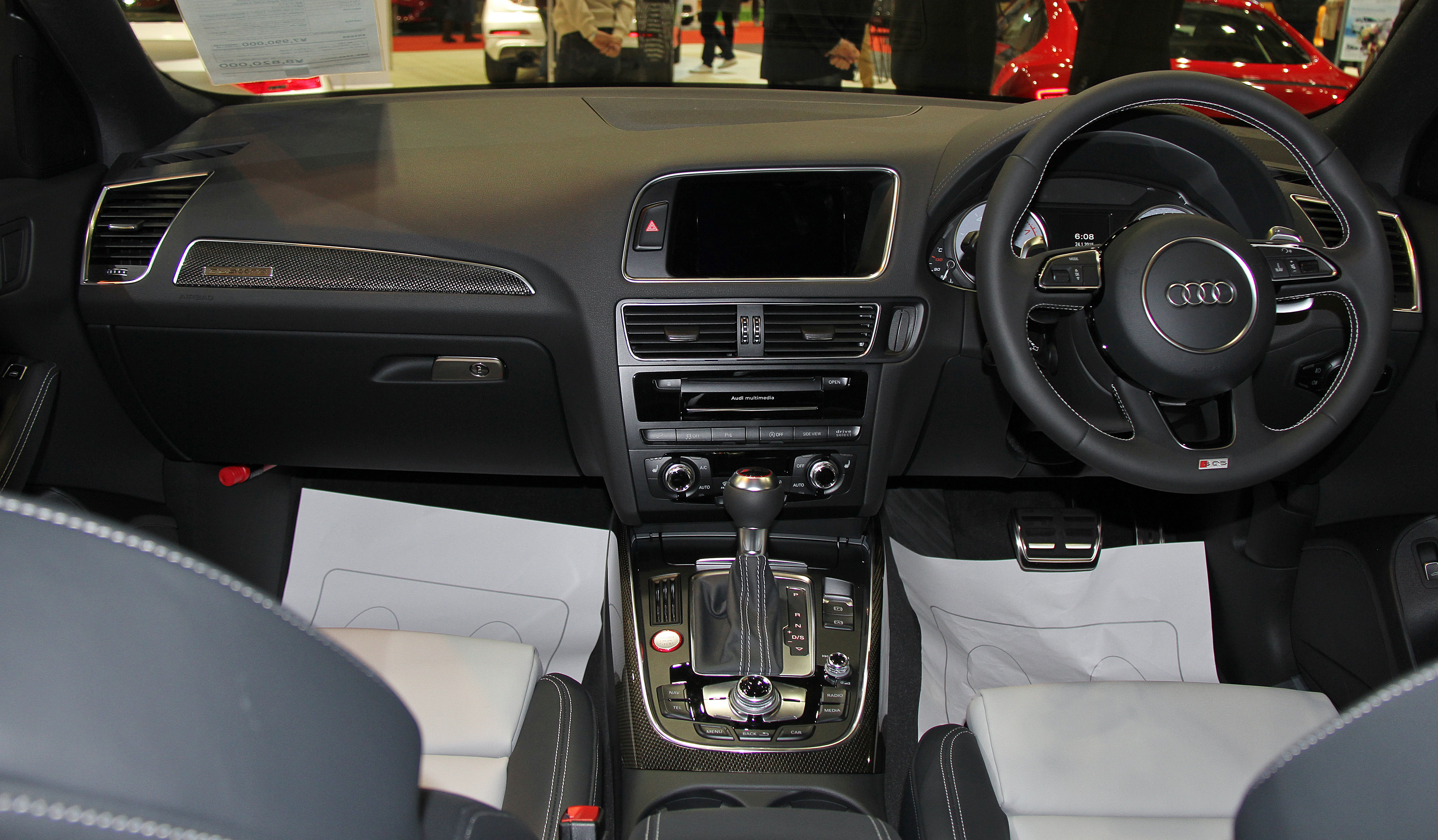
SQ5

### Q5 カスタム コンセプト
2009年5月20日、オーストラリアで開催された「Wortherseeツアー」にて公開された。スーパーチャージャー付き3.0L V6ガソリンエンジンの「TFSI」を搭載し、最大出力は408ps/7000rpm、最大トルクは50.1kgm/3000-5500rpmを発生する。トランスミッションは7速DCTを搭載し、0-100km/h加速は4.4秒を誇る。また、セラミックブレーキを装備し、トレッドを90mm拡幅、車高を60mmローダウンした。アルミホイールのサイズは、21インチとなる。

### Q5 HFC
2011年5月18日からベルリンで開催された「第11回チャレンジビバンダム」にて、Q5をベースに開発された燃料電池車のコンセプトを初公開した。「HFC」とは、ハイブリッド・フューエル・セルの頭文字である。

## 2代目（FY 2016年 - ）
2016年のパリモーターショーにて発表された。生産拠点は、ドイツのインゴルシュタットから、新たに開設されたメキシコのプエブラ州サン ホセ チアパ工場に移管された。
新しいモジュラープラットフォーム「MLB evo」をベースに、ボディサイズは若干拡大したものの、徹底した軽量設計により、車両重量を従来型比で60-70kg削減した。ボディの基本形状に加えて、可変式のエアインテーク、形状や配置を工夫したフロントエプロンやサイドミラーにより、Cd値は0.30を達成した。
より幅広く平たくなったシングルフレームグリルは、角形のフレームを介して、左右のヘッドライトと接するデザインとなった。ヘッドライトには、マトリクスLEDを含め3種が用意される。ウェッジ型のテールライトもフルLED式で、マトリクスもしくはLEDヘッドライトを選択した場合は、LEDのダイナミックターンインジケーターが搭載される。
インテリアは、エクステリア同様、水平基調のデザインを採用している。先代と比較すると、前後席のショルダールーム、ヘッドルーム、後席のニールーム、エルボールームなどがいずれも拡大された。トランク容量は、5人乗りの状態で従来型比+10 Lとなる550 Lが確保されているが、後席を折りたたむことで、最大1550 Lまで拡大する。電動リアゲートには、センサーコントロールで自動開閉するシステムも選択できる。
アウディ独自のMMIは、デザインと操作ロジックを一新した「MMI タッチ」に進化した。MMI タッチには、8.3インチの高解像度カラーモニターと、 指を使った文字入力や画面のズーミング、スクローリングなどが可能なタッチパネルが装備される。ダイヤル式のコントロールスイッチは、ギヤセレクターレバーのセンターコンソール側に設置される。
12.3インチの高輝度液晶モニターを用いたフルデジタルの多機能ディスプレイシステムである「アウディバーチャルコックピット」が新たに設定された。加えて、最新のコネクティビディ機能も強化され、Audi connectによるインターネットからの情報サービスや、Wi-Fiスポット機能、スマートフォンインターフェイスなどを装備する。「セーフティ＆サービス」も搭載され、Audi SOSコール、Audi オンラインロードサイドアシスタンス、Audi メンテナンスリクエスト、myCar Managerの4つの機能を提供する。
アダプティブクルーズコントロール（ACC）に新たに加えられた機能「トラフィックジャムアシスト」は、アクセル、ブレーキに加えて、状況に応じてステアリング操作にまで介入するようになった。ほかにも、歩行者検知機能を備えたアウディプレセンス シティ、アウディアクティブレーンアシスト、アウディサイドアシストといったシステムが用意されている。
パワートレインは、2.0L 直列4気筒直噴ガソリンターボエンジンを搭載する。AVSのほか、直噴とポート噴射を組み合わせた デュアルインジェクションシステム、シリンダーヘッドと一体化して冷却回路を巡らせたエグゾーストマニフォールド、系統の冷却回路と可変式の電動ポンプを用いた精密なサーマルマネジメント（温度管理）システムなどを導入した。ディーゼルエンジン仕様も設定され、日本向けにも遅れて投入された。トランスミッションは、新開発の7速DCT（Sトロニック）を組み合わせる。駆動方式は、先代と同じく4WDだが、「ultraテクノロジー」と呼ばれる、新タイプの「quattro」を採用する。電子制御油圧多板クラッチで前後のトルク配分を調整すると同時に、システムが4WD走行を不要と判断すると、プロペラシャフトおよびリアのドライブシャフトを切り離してFFとすることにより、燃費を11%改善させた。
シャシーは、新開発の電動パワーステアリングと、前後に5リンクのサスペンションを採用した。また、ダンパーコントロールと車高調整機能を備えた、新開発のアダプティブエアサスペンションも設定する。、金属バネを用いた通常モデルに対して、最大で22mm車高を下げることが可能である。7つのセッティングを選択することができ、舗装路からオフロードまで幅広い走行条件に対応できる。
高性能モデル「SQ5」は、デトロイトモーターショー2017で初公開された。パワートレインは、ツインスクロールタイプのターボチャージャーを採用した、新開発のV型6気筒直噴ガソリンエンジンを搭載し、8速ATを組み合わせる。アウディ独自の燃焼方式「Bサイクル」によって、燃費効率を10％改善しながら、0-100km/h加速は5.4秒を誇る。標準設定のダンピングコントロール機能付きスポーツサスペンションに加え、走行速度や切り角に応じてレシオを可変制御する「ダイナミックステアリング」もオプションで選択できる。ほかにも、専用のシングルフレームグリル、20インチ5ツインスポークのアルミホイール、ステアリングホイールやシートに施された対照色の飾りステッチ、カーボン仕上げのデコラティブパネルなどを装備し、通常モデルとの差別化が図られている。
2018年4月25日、北京モーターショー2018にて、ロングモデル「Q5 L」を初公開した。通常モデルに対し、ホイールベースを88 mm延ばし、後席のレッグルームを110 mm拡大した。日本未導入モデルである。
2019年10月7日、欧州市場にて、プラグインハイブリッド「55 TFSI e クワトロ」を発売。日本未導入モデルである。
2020年6月30日、大幅改良（フェイスリフト）を実施。内外装のデザインを大幅にアップデートした。八角形のシングルフレームはよりフラットで幅広い形状に変更され、開口部を広げたサイドインテークには台形をモチーフにしたデザインを採用した。LEDヘッドランプの上部には、新しいライトシグネチャーを備えたデイタイムランニングライトが組み込まれた。リアエンドには、新デザインのテールライトや、左右のライトクラスターを繋ぐ新しいトリムエレメントが装着された。インテリアには、最新のインフォテインメントシステム「MIB3」を初採用。10.1インチに拡大したセンタースクリーンはタッチパネル式となり、操作性の向上を図るとともに、よりシンプルで、クリーンなコックピットデザインを実現した。さらに、一部モデルには、新たにベルト駆動式のオルタネータースターター（BAS）と12V MHEV （マイルドハイブリッドシステム）を搭載した。これによりエネルギー回生効率を高め、コースティング（惰力走行）時にエンジンを完全停止するなど、燃料消費量を抑制する。
併せて、クーペスタイルの「Q5/SQ5 スポーツバック」が追加された。シングルフレームグリルやルーフ、前後バンパーなどを専用デザインとすることで、通常のQ5/SQ5と差別化が図られている。ボディサイズはQ5比で全長+15mm、全高−5mm、全幅は同寸で、トランク容量は510 L（最大1480 L）となる。パワートレインや装備は通常のQ5/SQ5に準ずるが、ルーフレールは省かれている。

### 日本での販売
2017年10月2日、Q5/SQ5を同時に販売開始。Q5は2.0L 直4ガソリンエンジンを搭載する「2.0 TFSI クワトロ」の1種類で、右ハンドル、7速DCTのみの設定となる。SQ5は3.0L V6ガソリンエンジンに8速ATを組み合わせ、右ハンドルのみの設定となる。併せて、Q5の特別仕様車「1st edition」を全国限定250台で販売開始。「2.0 TFSI クワトロ」をベースに、Sライン仕様のエクステリアと、パーシャルレザーのシート、アルミランバス仕上げのデコラティブパネル、Sラインのロゴ入りドアシルトリムを装備した。
同年11月9日、Q5に新グレード「2.0 TFSI クワトロ スポーツ」を追加設定。「スポーツ」は、通常モデルとSラインの中間に位置する。エクステリアにスポーツバンパーや18インチのスターデザインアルミホイール、インテリアにスポーツシートやアルミ調デコラティブパネルを配したほか、スポーツサスペンションを装備する。
2018年12月、仕様変更。Q5のグレード名称が変更された。従来の「2.0 TFSI クワトロ」は「45 TFSI クワトロ」へ、「2.0 TFSI クワトロ スポーツ」は「45 TFSI クワトロ スポーツ」へ、それぞれ改められた。
2019年2月19日、Q5にディーゼルエンジン搭載車「40 TDI クワトロ」が追加導入された。アウディジャパンが正規輸入する初のTDIモデルとなる。可変ガイドベーン式ターボ付き2.0L 直列4気筒直噴ディーゼルエンジンに、7速DCTを組み合わせる。排気系に酸化触媒コンバーター、尿素SCR（選択触媒還元）コーティングを施したDPF（粒子状物質フィルター）、アンモニア分解触媒コンバーターなどを、エンジン本体に高圧コモンレール式インジェクターや低高2系統のEGR（排ガス再循環）などをそれぞれ備え、日欧の排ガス規制に適合している。グレードは「40 TDI クワトロ」「40 TDI クワトロ スポーツ」の2種類がラインアップされる。併せて、特別仕様車「TDI 1st edition black styling」を、全国限定250台で販売開始。「40 TDI クワトロ スポーツ」をベースに、マトリクスLEDヘッドライト（ダイナミックインジケーター含む）、アシスタンスパッケージ、外装のブラックスタイリング（モール／ルーフレール／ミラー）、専用20インチホイールなどを装備する。
2021年2月8日、Q5/SQ5の全モデルがマイナーチェンジ。Q5ではグレード構成をアドバンスド/ Sラインとした。アドバンスドは、グリッド形状のグリルに、マットアルミルックの力強い垂直ラインを採用する。Sラインは、よりスポーティなハニカムメッシュグリルを採用し、ダイナミックインディケーターとSルーフスポイラーを装備する。さらに、アドバンスドには、Sラインの要素を加えたplusパッケージとラグジュアリーパッケージを、全モデルにAudi exclusiveによるブラックスタイリングパッケージをオプションで用意する。パワートレインも刷新され、Q5全車に12V MHEVが搭載された。SQ5は、アルミニウムルックインサートを施したSモデル専用のハニカムメッシュシングルフレームグリルやマトリクスOLEDリアライトを新採用したほか、左ハンドル仕様も選択可能となった。同時にQ5/SQ5 スポーツバックが追加設定された。Q5 スポーツバックは、ディーゼル車「40 TDI クワトロ」のみの設定となるが、グレード構成は、通常のQ5と同一である。SQ5 スポーツバックは通常のSQ5に準ずる。併せて、特別仕様車「1st edition」を全国限定230台で販売開始。「40 TDI クワトロ Sライン」をベースに、特別装備のマトリクスOLEDリアライトをはじめ、コントラストペイント、コントラストカラーの20インチホイール、ダンピングコントロール付きサスペンション、ファインナッパレザーなどを装備する。
同年10月、仕様変更。Q5に設定されていたガソリンモデル「45 TFSI クワトロ」全モデルが廃止された。これに伴い、通常モデルは、ディーゼルモデル「40 TDI クワトロ」に集約され、スポーツバックと同一のグレード体系になった。

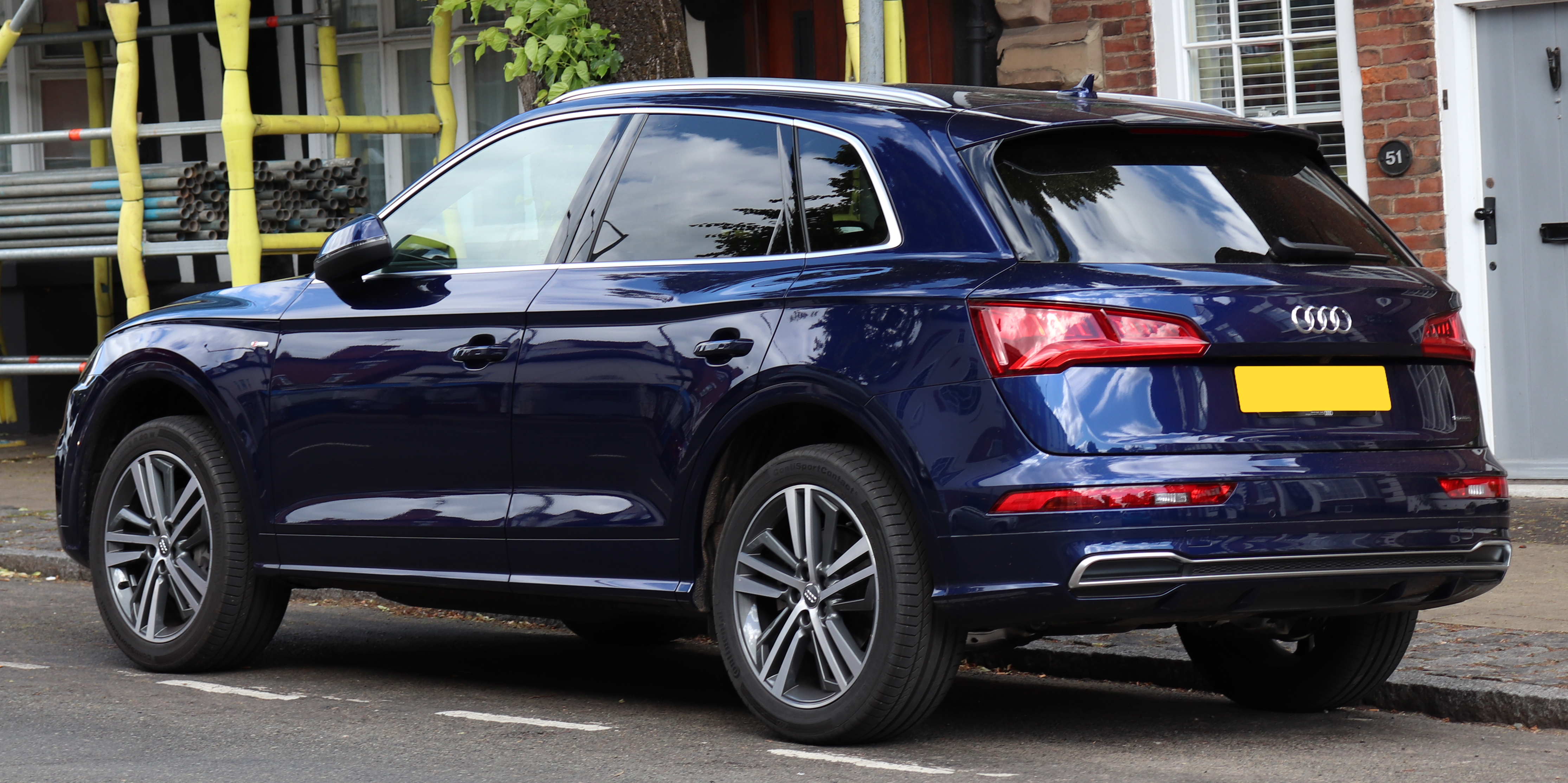
Q5（前期型）
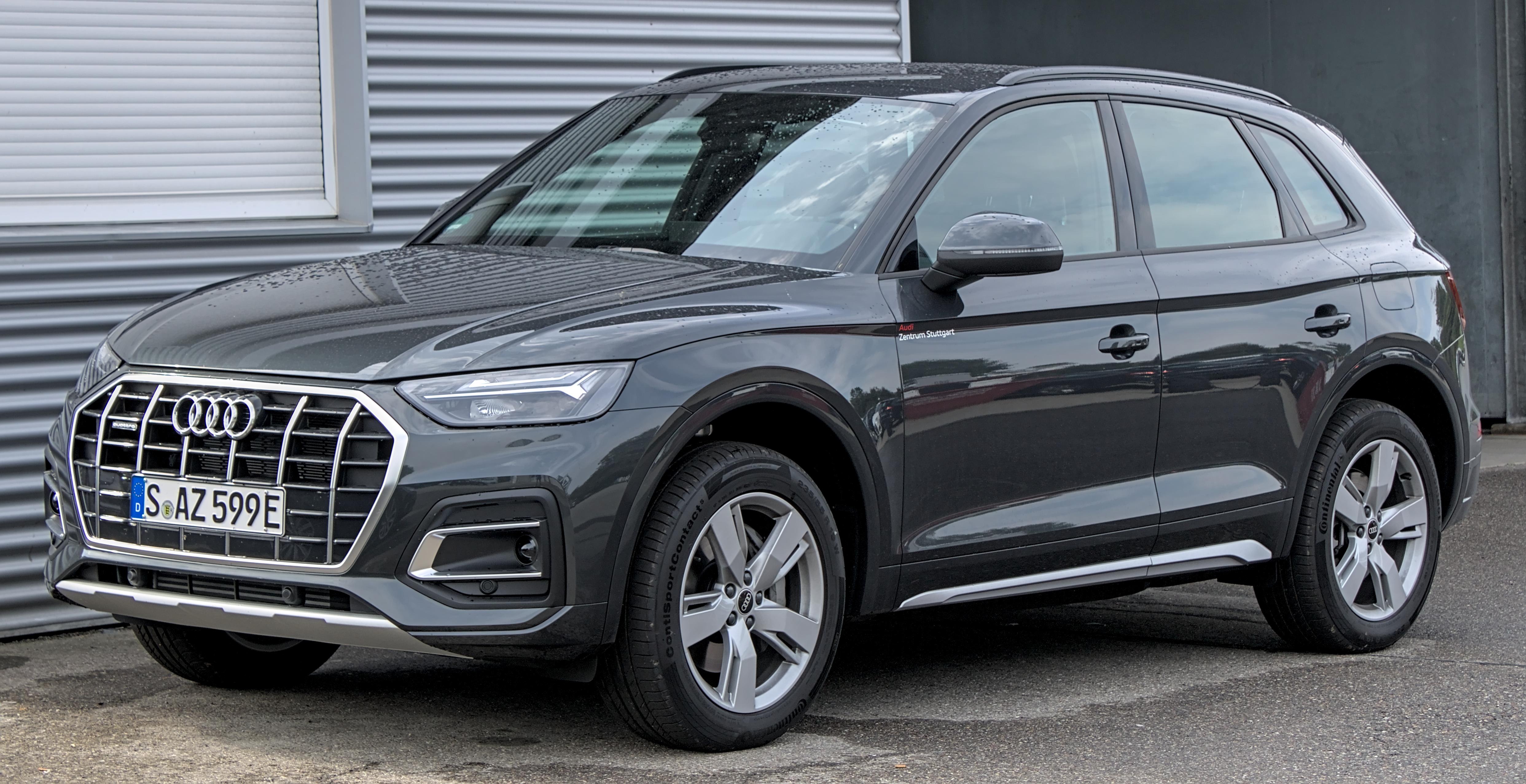
Q5（後期型）
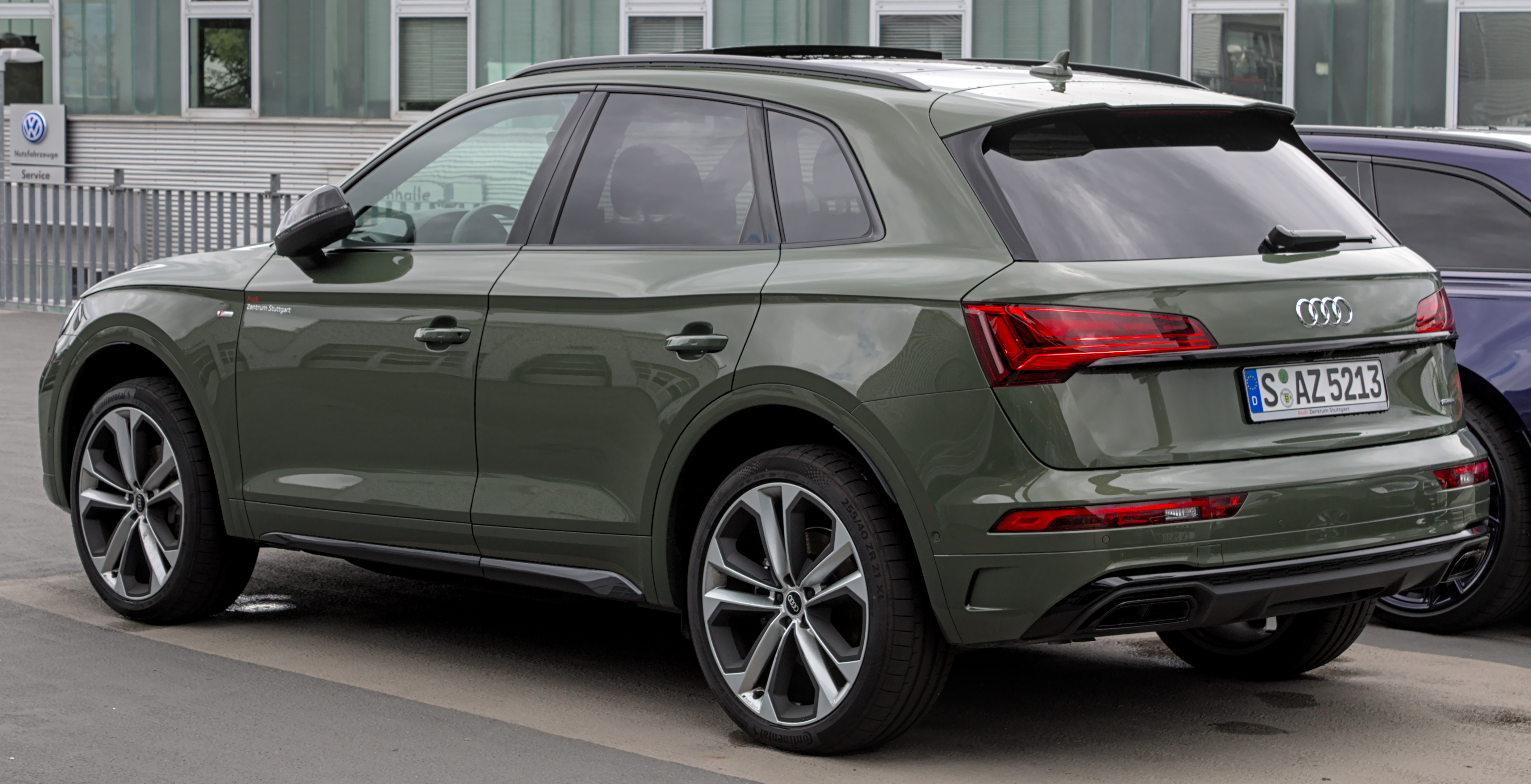
Q5（後期型）
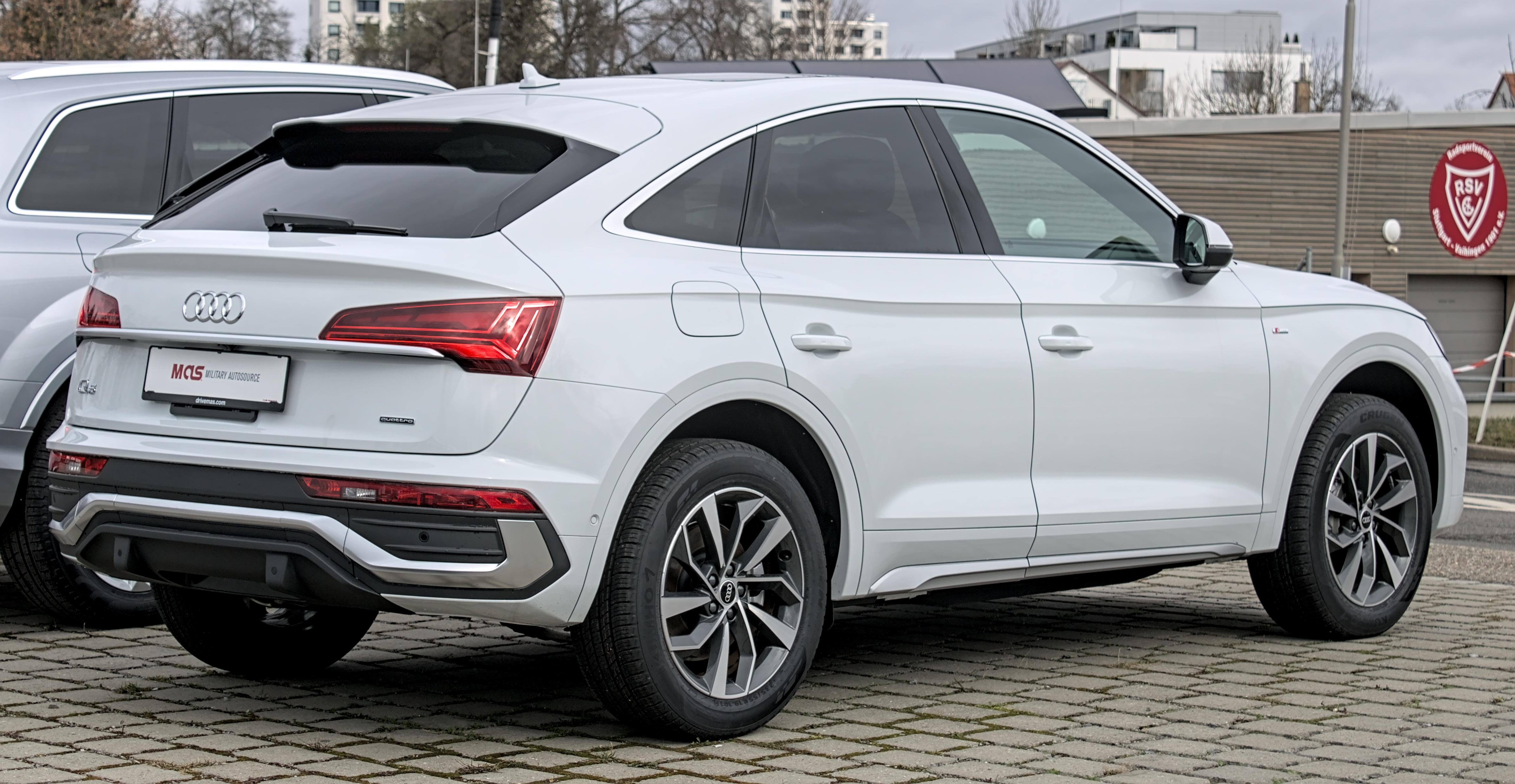
Q5 スポーツバック
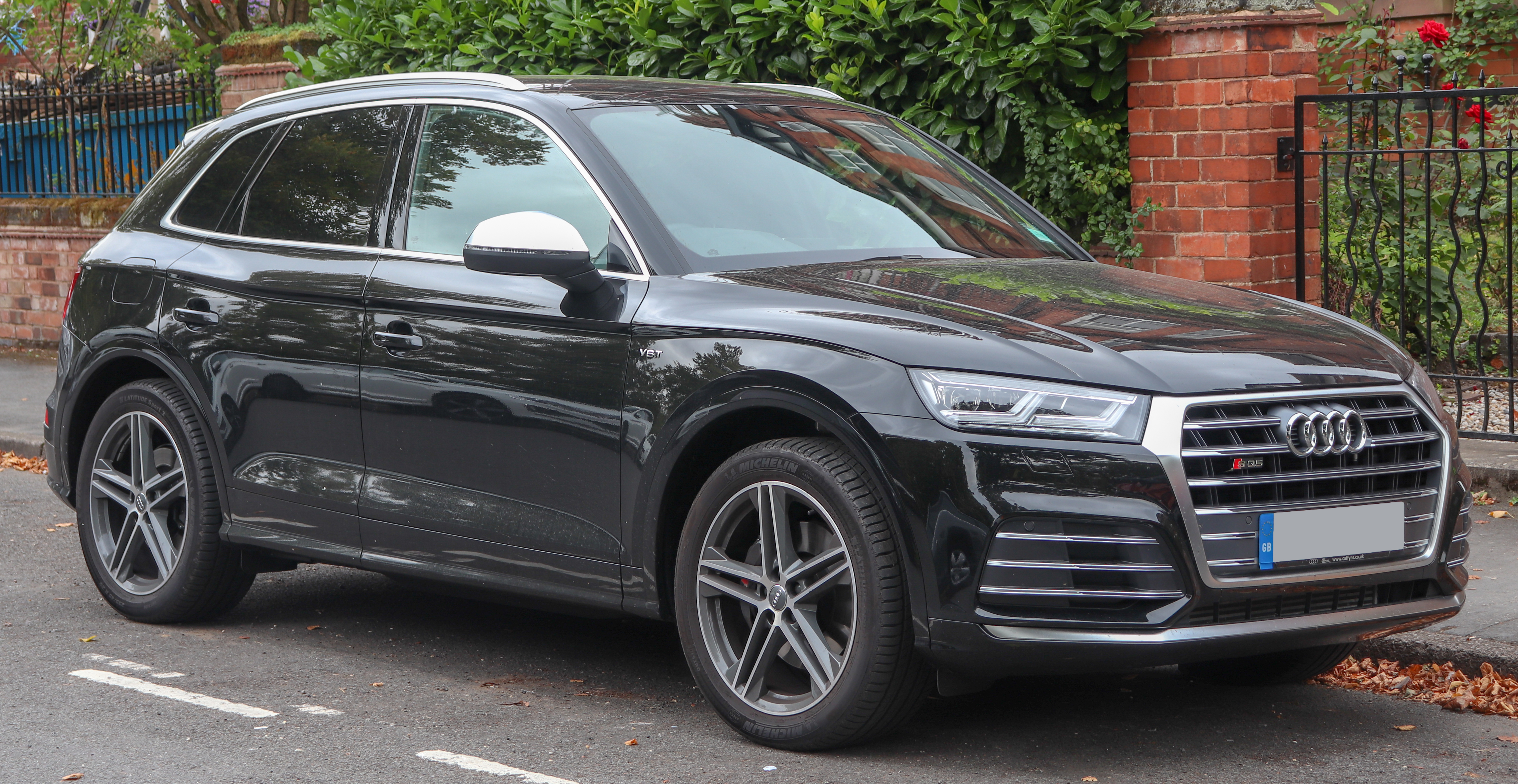
SQ5（前期型）
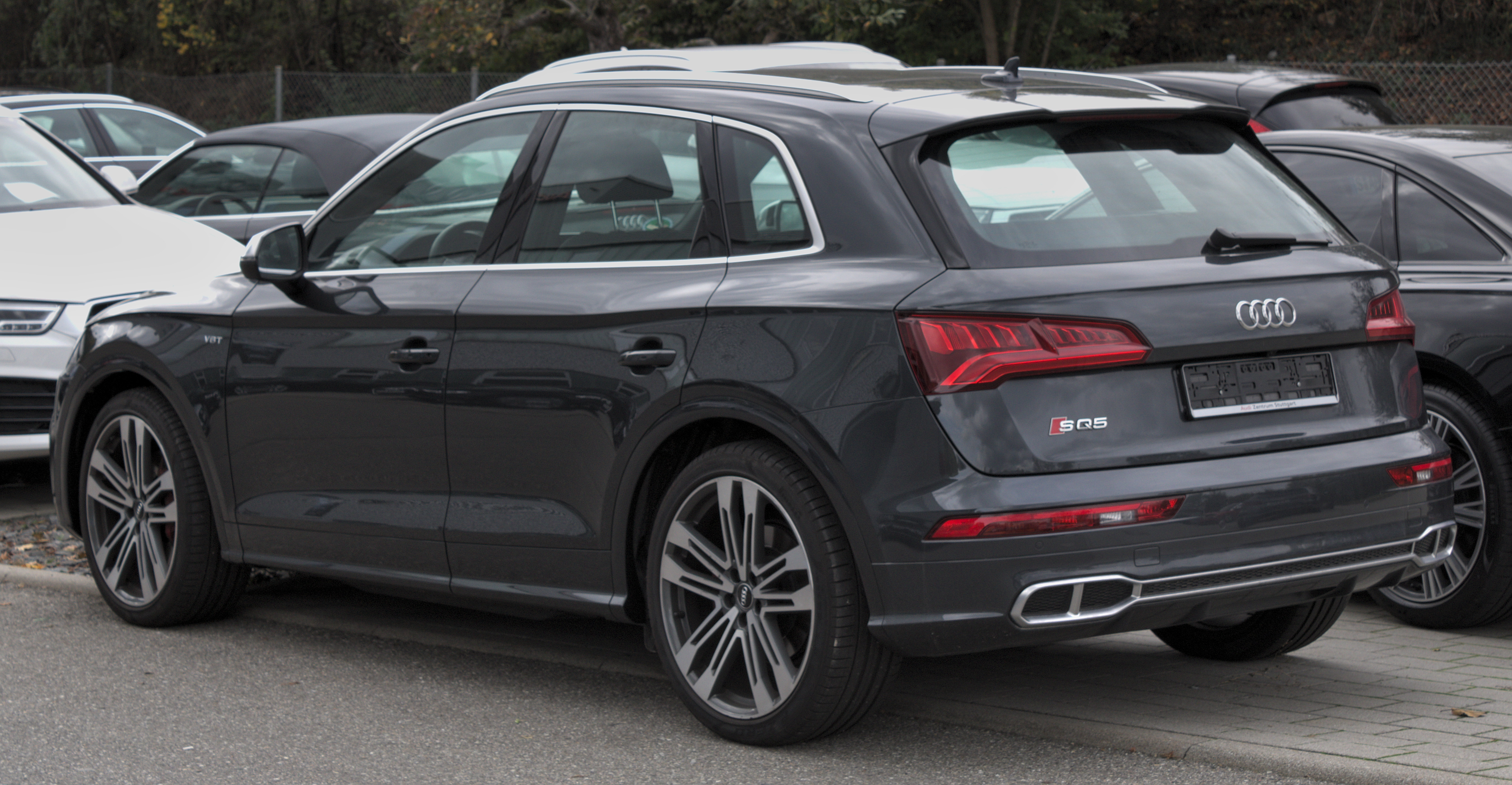
SQ5（前期型）
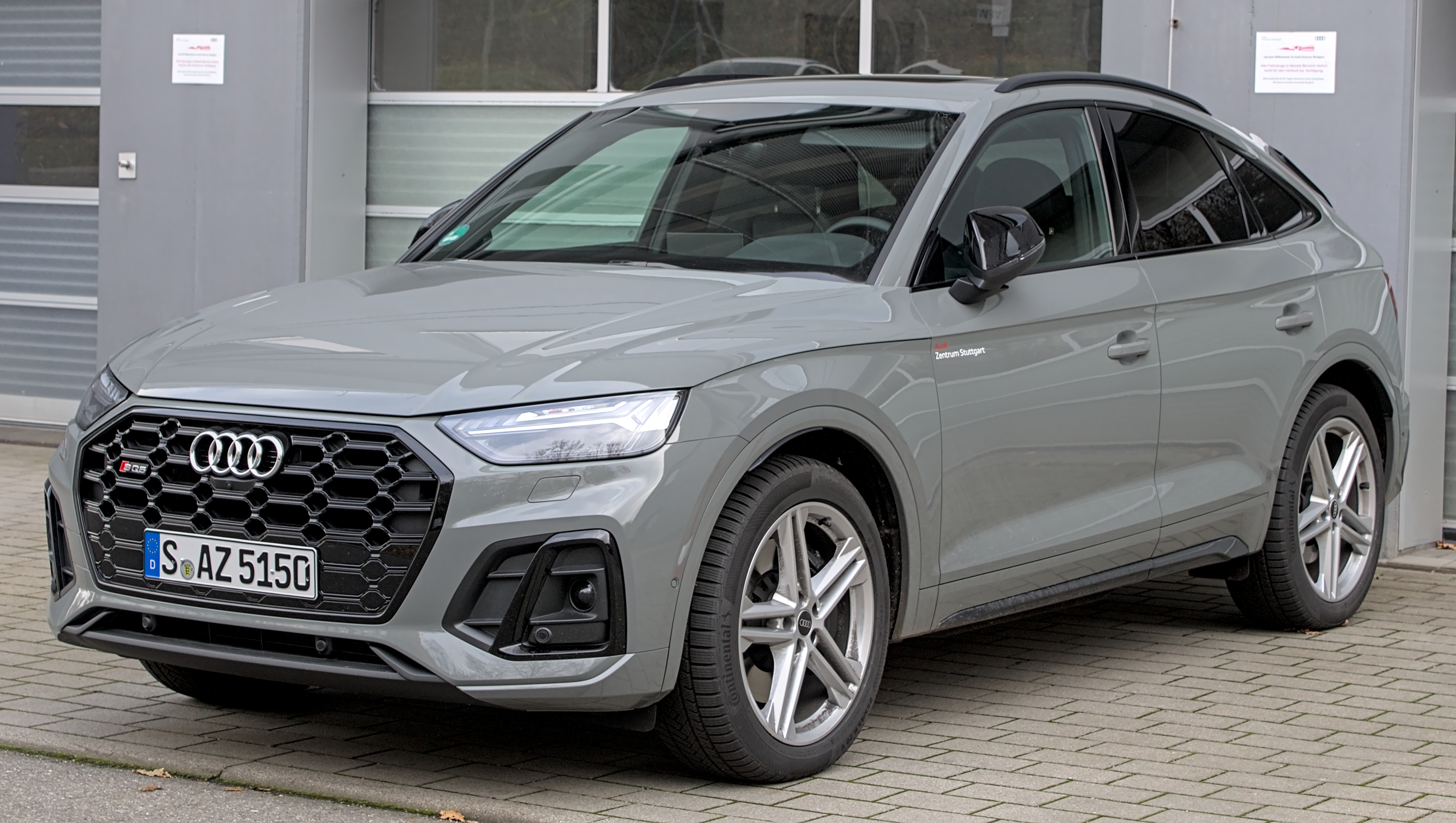
SQ5 スポーツバック
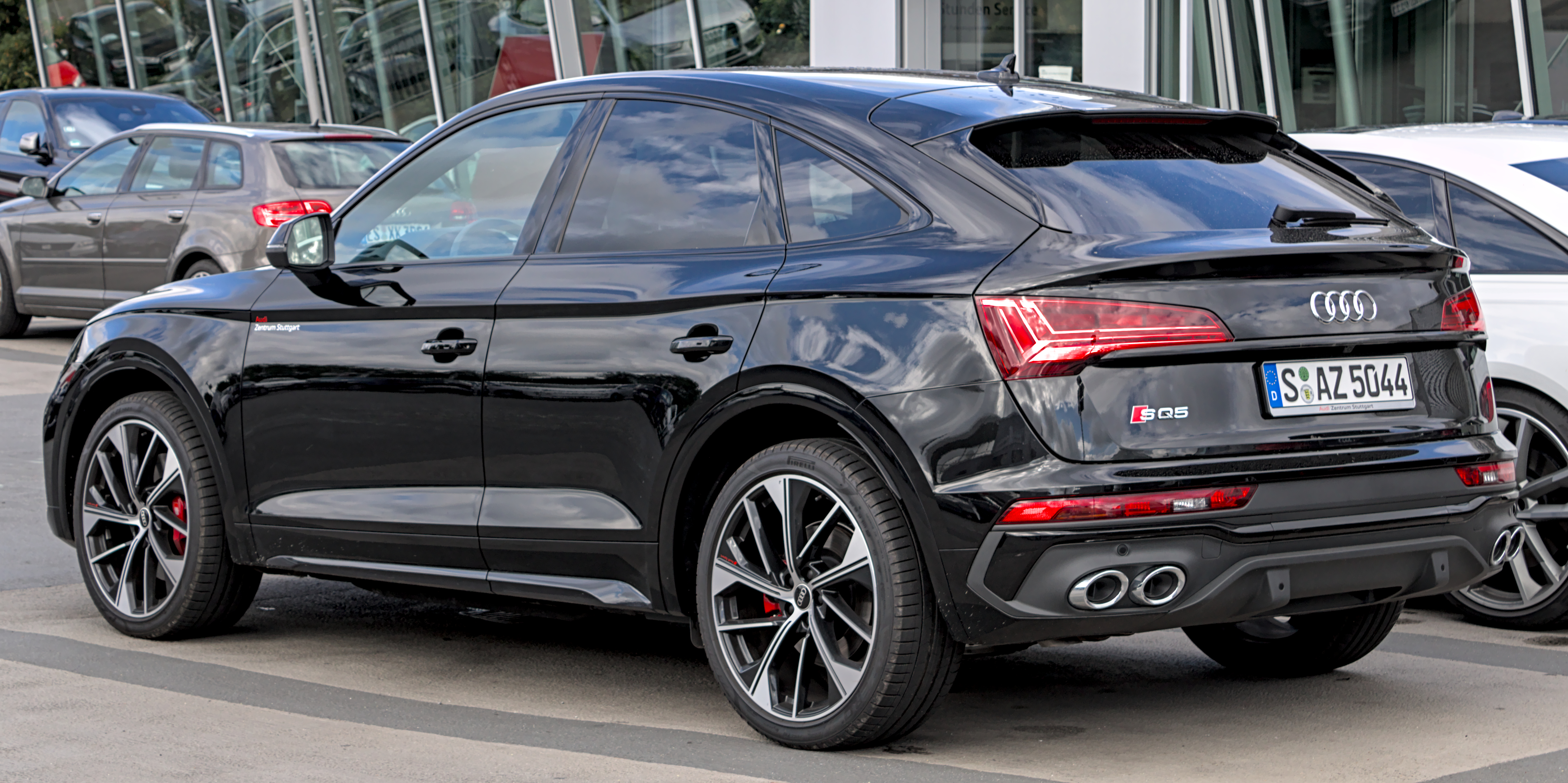
SQ5 スポーツバック